# Sturnira boadai
Sturnira boadai és una espècie de ratpenat de la família dels fil·lostòmids. Viu al sud de l'Equador i, presumiblement, el nord-est del Perú. Juntament amb el ratpenat d'espatlles grogues nan (S. nana), és una de les dues espècies de ratpenats d'espatlles grogues més petites. El pelatge dorsal és de color marró fosc, mentre que el ventral és de tonalitats més clares. Fou anomenat en record del mastòleg equatorià Carlos Boada. Com que fou descoberta fa poc, l'estat de conservació d'aquesta espècie encara no ha estat avaluat, però els científics que la descrigueren són del parer que hauria de classificar-se com a espècie amenaçada.